# Antoine Faivre
Antoine Faivre (5 de junio de 1934-19 de diciembre de 2021) fue un académico francés de esoterismo occidental. Desempeñó un papel importante en la fundación de la disciplina como campo académico de estudio, y fue la primera persona en ser nombrada para una cátedra académica en la disciplina. Junto con Roland Edighoffer fundó en 1983 el antecedente de la revista Aries, que en 2001 fue relanzada con Wouter Hanegraaff como editor.
Hasta su jubilación, ocupó una cátedra en la École Pratique des Hautes Études en la Sorbona, profesor universitario de Germanística en la Universidad de Alta Normandía, director de Cahiers del Hermétisme y de Bibliothèque de l'hermétisme.

## Primeros años
Faivre nació en Reims en 1934. Su padre, funcionario de impuestos, estuvo activo en la Resistencia francesa contra la ocupación nazi, por lo que fue encarcelado en cierto momento. Faivre fue criado como católico romano. Estudió literatura en el Liceo Louis-le-Grand durante un año antes de pasar a estudiar literatura alemana e inglesa en la Sorbona. Sirvió en el ejército francés en Argelia (durante la Guerra de Independencia de Argelia) de 1959 a 1962. Durante su servicio militar tuvo una experiencia mística que lo llevó a regresar al catolicismo, del que se había alejado durante su adolescencia.

## Pensamiento
Antoine Faivre sostenía que el ocultismo, el gnosticismo y el hermetismo comparten un conjunto de características comunes que incluyen la fe en la existencia de correspondencias secretas y sincréticas —tanto simbólicas como reales— entre el "macrocosmos y el microcosmos, lo visible y lo invisible, y en realidad todo lo existente". Esas doctrinas creen en la transmutación alquímica y en una transmisión iniciática del conocimiento de un maestro a su discípulo.
Según Hanegraaff, los criterios de Faivre para definir el esoterismo occidental pueden verse esencialmente como la descripción de una cosmovisión «encantada», en comparación con la noción de Max Weber de «desencantamiento». Hanegraaff también remonta la noción de «correspondencias» de Faivre al concepto neoplatónico de sympatheia.
En cuanto a sus creencias religiosas personales, Faivre se identificó discretamente como católico durante toda su vida adulta, aunque fue cauto respecto a las instituciones religiosas establecidas y a las afirmaciones de exclusivismo doctrinal. Faivre también fue francmasón: fue iniciado en la Grande Loge Nationale Française-Opéra en 1969.

## Fallecimiento
Faivre murió de cáncer el 19 de diciembre de 2021, a los 87 años.